# Panasonic Q
De Panasonic Q is een Nintendo GameCube spelcomputer en Dvd-speler in een. Verder kan de Q ook Cd's en VCD's afspelen. Het apparaat is alleen in Japan op de markt verschenen. De Q heeft een zeer modern uiterlijk, waarbij het front van het apparaat sterk spiegelend is en als spiegel kan worden gebruikt.
Zoals gezegd is de Q alleen in Japan verschenen, vele analisten zien dit als een gemiste kans voor Nintendo, omdat Sony en Microsoft met hun PlayStation 2 en Xbox wel in Europa en Amerika hun spelcomputer de mogelijkheid voor het afspelen van dvd's mee gaf. Inmiddels is de Q ook in Japan uit productie. Panasonic heeft geen plannen om een vernieuwde Q uit te brengen.